# Ploska Moghila, Stara Zagora
Ploska Moghila (în bulgară Плоска Могила) este un sat în comuna Stara Zagora, regiunea Stara Zagora,  Bulgaria. 

## Demografie
Componența etnică a satului Ploska Moghila
     Bulgari (62,58%)
     Nicio identificare (37,41%)
     Altele (0%)
La recensământul din 2011, populația satului Ploska Moghila era de 278 locuitori. Din punct de vedere etnic, majoritatea locuitorilor (62,58%) erau bulgari. Pentru 37,41% din locuitori nu este cunoscută apartenența etnică.